# Římskokatolická farnost Hořičky
Římskokatolická farnost Hořičky je územním společenstvím římských katolíků v rámci náchodského vikariátu královéhradecké diecéze.

## O farnosti

### Historie
Hořičky jsou pod jménem Hořička poprvé písemně doloženy v roce 1357, a to již jako ves s venkovskou farností (plebánií). Původní kostel byl dřevěný. Místní duchovní správa zanikla v roce 1623 v důsledku třicetileté války. V následném období byla ves přifařena k Náchodu a od roku 1653 zde duchovní správu obstarávali jezuité z Žirče. Samostatná farnost v Hořičkách byla obnovena až v roce 1709. Původní dřevěný kostelík byl nahrazen zděnou barokní novostavbou, dokončenou v roce 1715.

### Současnost
Farnost má sídelního duchovního správce, který je zároveň ex currendo administrátorem farnosti Chvalkovice v náchodském vikariátu a farností Hajnice a Vlčkovice v Podkrkonoší v sousedním trutnovském vikariátu. 
| Kostel           | Místo   | Bohoslužba                                | Bohoslužba                                                           | Poznámka        |
| ---------------- | ------- | ----------------------------------------- | -------------------------------------------------------------------- | --------------- |
| Kostel sv. Ducha | Hořičky | neděle pondělí úterý čtvrtek pátek sobota | 8.30 17.30 v zimě, 18.30 v létě 7.00 17.30 v zimě, 18.30 v létě 7.00 | farní kostel    |
| Kaple sv. Josefa | Proruby | neslouží se pravidelně                    | neslouží se pravidelně                                               | hřbitovní kaple |